# Notícias & Mais
Notícias & Mais foi um programa de televisão brasileiro. Era exibido pela CNT, de segunda a sexta, sempre à tarde.

## História
O programa estreou no dia 2 de março de 2009. O programa era apresentado ao vivo na CNT. Assim como o título, além de notícias, o programa exibia matérias de entretenimento, defesa do consumidor, destaques do futebol, fofocas sobre o mundo das celebridades, entrevistas, musicais, dicas para facilitar o dia-a-dia, com reportagens do jornalista Bruno Bernardi e dos jornalistas da emissora. Os primeiros apresentadores foram Rony Curvelo, Adriana de Castro, Leão Lobo, Celso Russomano e Ana Paula Oliveira. Em 2011, o jornalista Rony Curvelo deixa o programa para apresentar o programa Jogo do Poder aos domingos à noite para o estado de SP. No mesmo ano, Sula Miranda entra no programa para apresentar o quadro Na Medida.
Ana Paula Oliveira deixou também o noticiário para ser comentarista de arbitragem no rádio, além de fazer um quadro no Esporte Fantástico, na RecordTV. Já Celso Russomano se candidatou nas Eleições e hoje é colunista do Hoje em Dia e do Cidade Alerta, na Rede Record.
No dia 1º de abril de 2013, o programa passou a ser exibido às 14 horas.
No dia 31 de março de 2014, o programa passou a ser exibido às 13 horas e 30 minutos.
Em 9 de junho de 2014, foi ao ar a última exibição do programa, devido a emissora ter vendido o horário do programa para a Igreja Universal do Reino de Deus e demitido toda a equipe inclusive os apresentadores Adriana de Castro e Leão Lobo.

## Apresentadores
- Adriana de Castro
- Rony Curvelo

Colunistas
- Leão Lobo (Celebridades)
- Sula Miranda (Dicas de decoração)
- Bruno Bernardi (Reportagens e comentarista esportivo todas as segundas feiras)
- Celso Russomano (Defesa do consumidor)
- Amanda Pereira (Previsão do tempo e dicas culturais)
- Ana Paula Oliveira (Futebol)